# Rock the Plank
Rock the Plank è il terzo album in studio del gruppo musicale statunitense Mad Caddies, pubblicato nel 2001.

## Tracce
1. Shaving Your Life - 2:06
2. Mary Melody - 3:09
3. B-Side - 2:58
4. Days Away - 3:44
5. Bridges - 2:41
6. We'll Start to Worry When the Cynics Start Believing - 3:17
7. Weird Beard - 2:44
8. Easy Cheese - 2:17
9. Hound Bound - 3:38
10. Depleted Salvo - 2:59
11. Chevy Novacaine - 2:39
12. Booze Cruise - 2:25
13. All American Badass - 2:41